# Dasychira leucopicta
Dasychira leucopicta är en fjärilsart som beskrevs av Collenette 1936. Dasychira leucopicta ingår i släktet Dasychira och familjen tofsspinnare. Inga underarter finns listade i Catalogue of Life.